# Matthias Binder
Matthias Binder (er selbst schrieb sich Mathias Pindtner; * 1704 oder 1705; † 1777) war ein Barock-Baumeister  des Deutschen Ordens, der vor allem in Ellingen gewirkt hat. Zunächst wirkte er als Hof-Pallier in Ellingen, bis er zum Baumeister ernannt wurde.

## Bauten (Auswahl)
- Residenzschloss in Ellingen

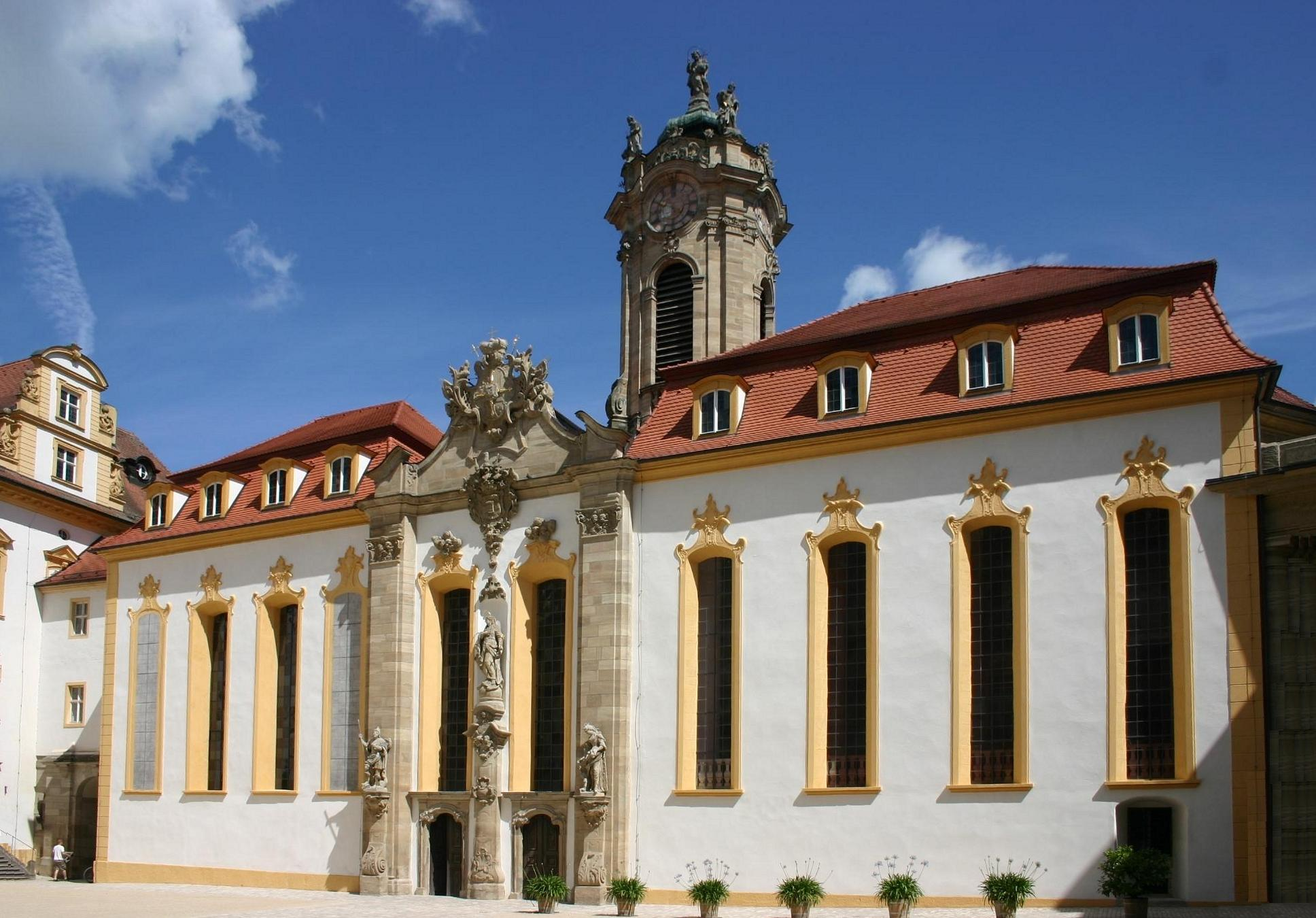
Schlosskirche in Ellingen

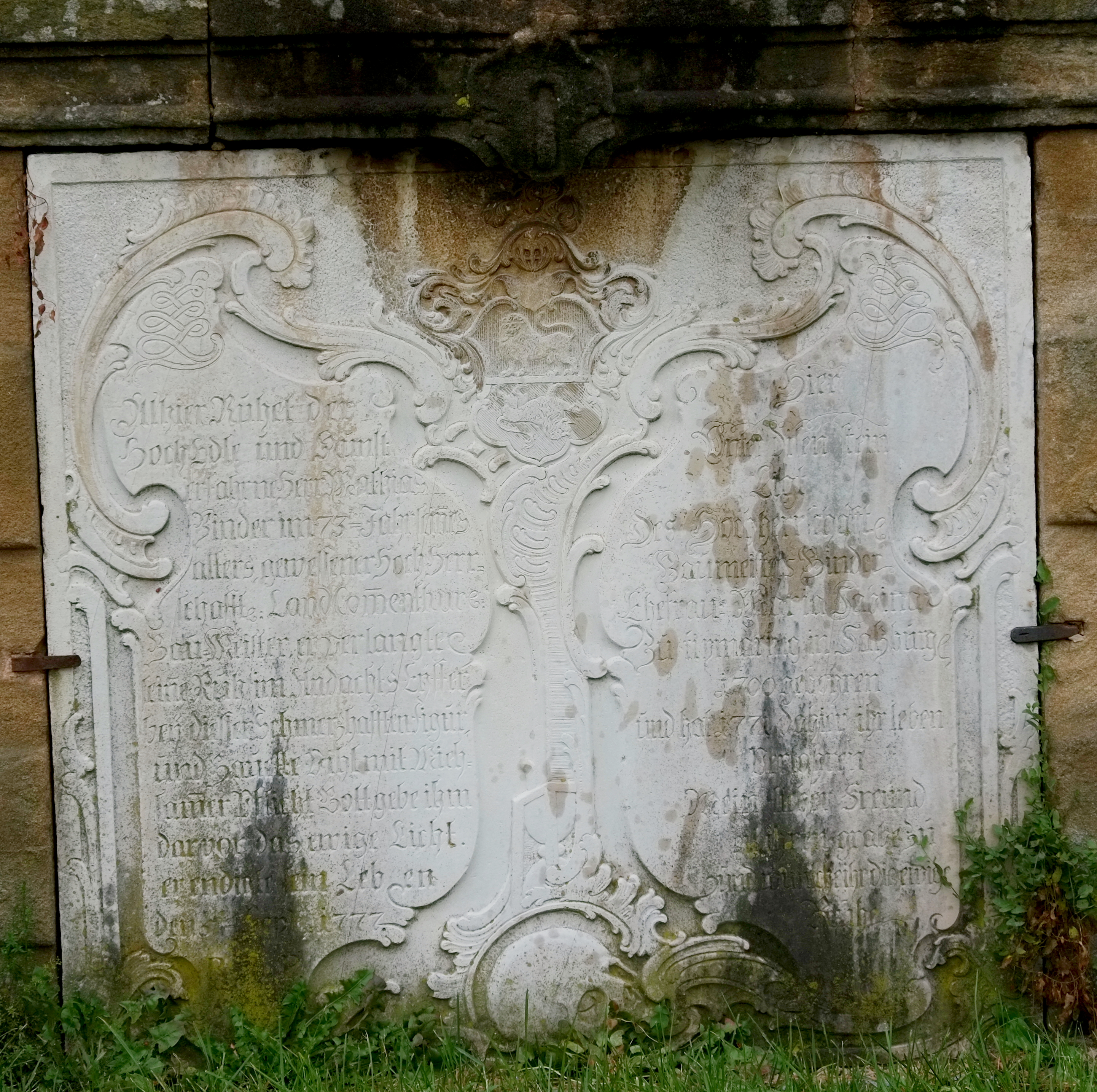
Grabstein für Matthias Binder an der Kirche St. Georg in Ellingen

- Schlosskirche des Ellinger Schlosses (von Franz Joseph Roth begonnen), 1746 bis 1752
- Schloss Lierheim in Möttingen
- Kirche St. Augustinus
- Heideck Pfarrkirche St. Johannes der Täufer, Kostenanschlag und Plan zum Umbau des Langhauses

(Quelle: Hauptstaatsarchiv München)